# Guglielmo II d'Assia-Kassel
Guglielmo II d'Assia (Hanau, 28 luglio 1777 – Francoforte sul Meno, 20 novembre 1847) è stato il secondo e penultimo Principe Elettore d'Assia.

## Biografia

### I primi anni

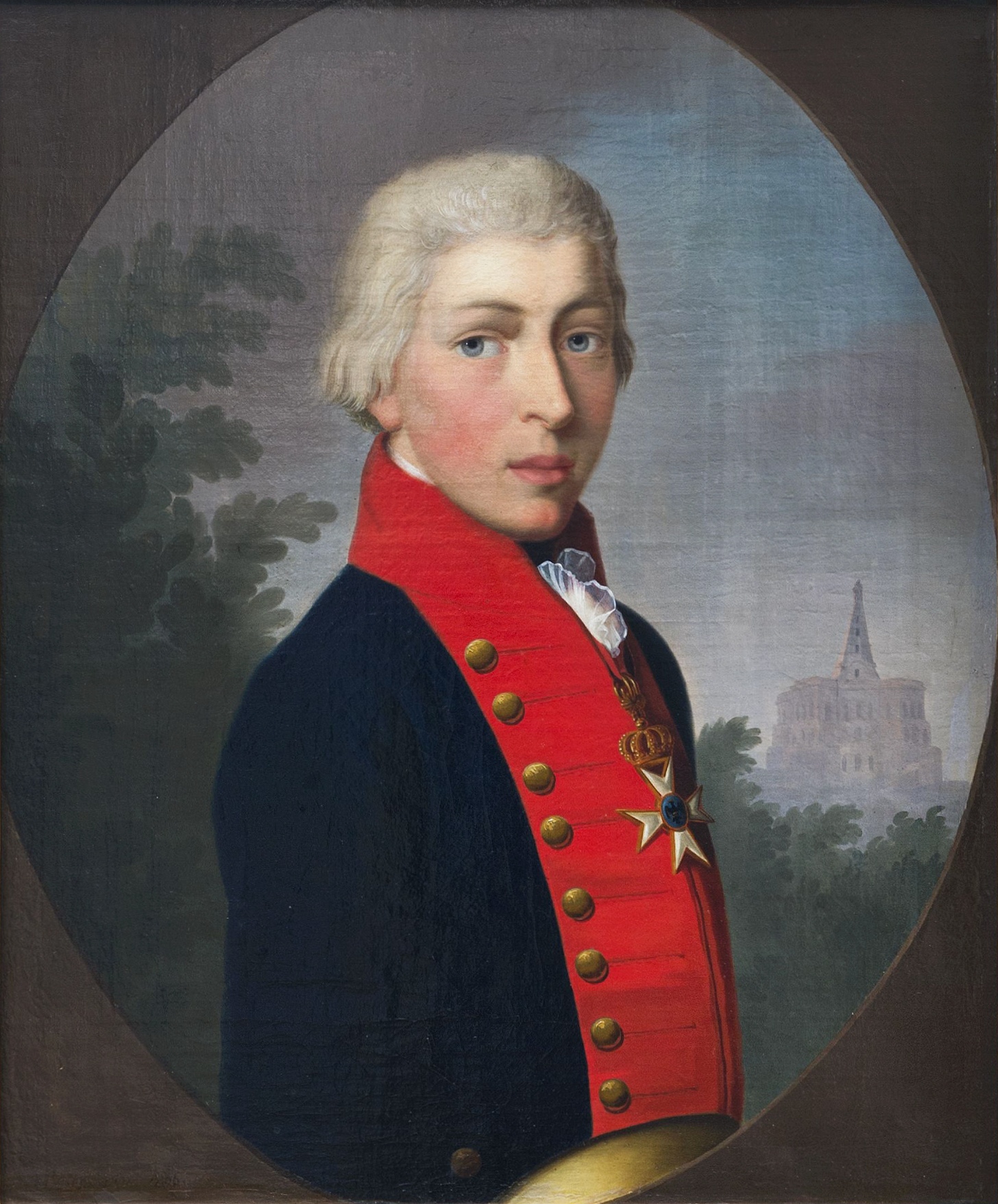
Ritratto del principe Guglielmo d'Assia-Kassel ne 1806

Guglielmo era il maggiore dei figli sopravvissuti di Guglielmo I e di Guglielmina Carolina di Danimarca. Suo fratello maggiore Federico (1772-1784) morì quando Guglielmo era già adolescente, dopo un'infanzia trascorsa a ricevere un'istruzione prevalentemente militare e non preparata alla successione al trono. Ebbe ad ogni modo la possibilità di studiare a Lipsia ed a Marburgo, intraprendendo anche un grand tour all'estero.
Quando i francesi di Napoleone occuparono l'elettorato d'Assia-Kassel nel novembre del 1806, Guglielmo seguì suo padre in esilio dapprima nell'Holstein e poi a Praga. Nel 1809 si portò a Berlino dove soggiornò per un periodo più lungo e dove, dal 1812, iniziò una relazione amorosa che durerà poi per tutta la sua vita con Emilie Ortlöpp (1791–1843). Nel 1813, con l'entrata in crisi del dominio napoleonico, prese la decisione di entrare a far parte dell'esercito prussiano e si inscrisse nel corpo del generale Ludwig Yorck von Wartenburg. Nel 1804 ottenne il grado onorario di tenente generale dell'esercito della Prussia e prese parte ai principali scontri dei prussiani contro l'armata napoleonica, senza ad ogni modo cogliere l'occasione per distinguersi in modo particolare. Dopo che gli occupanti francesi vennero espulsi dall'Assia per merito delle truppe russe nell'ottobre del 1813, Guglielmo si trasferì nuovamente a Kassel il 30 ottobre e cercò di sollevare l'Assia intera a combattere contro la Francia mentre suo padre, restaurato al trono, gli affidò la guida dell'esercito nazionale concedendogli nel marzo del 1814 il grado di generale di fanteria. Anche in questa fase, ad ogni modo, non eccelse nei principali scontri ai quali prese parte come ad esempio l'assedio di Metz e di Lussemburgo.
Dopo la seconda pace di Parigi, Guglielmo visse inizialmente nel castello di Philippsruhe presso Hanau anziché al palazzo principesco di Kassel.

### Il governo

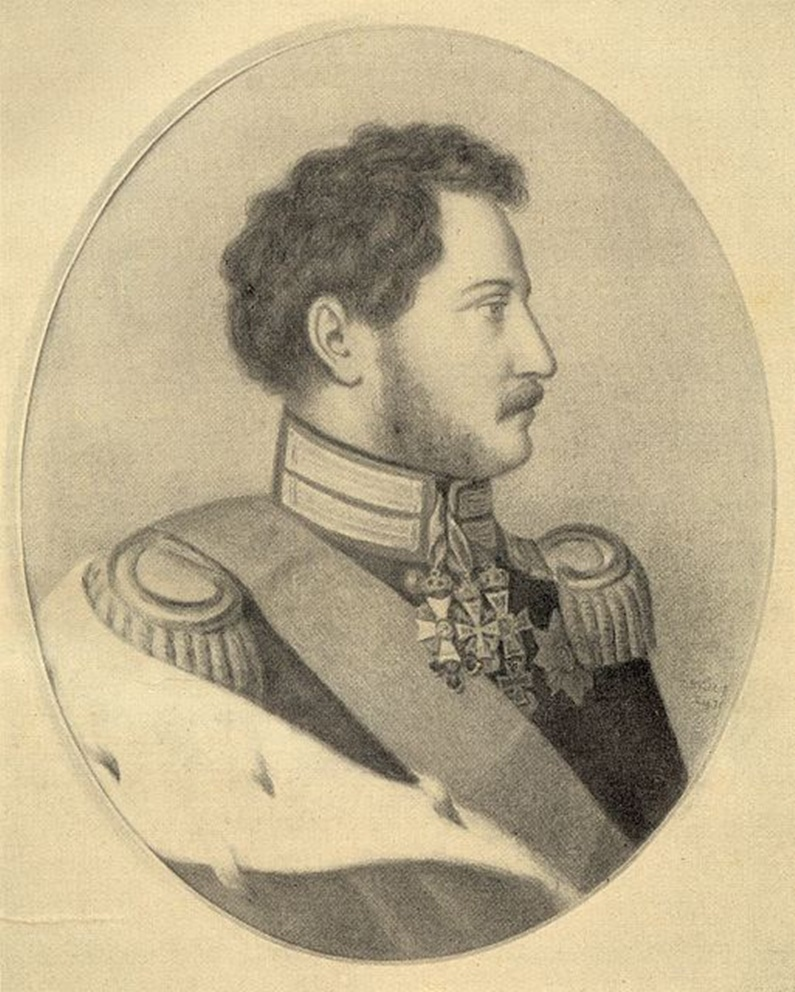
Guglielmo II d'Assia in una litografia d'epoca

Venne chiamato a succedere al padre nel titolo di principe elettore d'Assia-Kassel (un titolo ormai meramente onorifico nelle sue funzioni e che gravava in pessime condizioni dalla dissoluzione del Sacro Romano Impero del 1806) alla morte del padre, nel 1821.
Non appena salito al trono, Guglielmo II si applicò subito ad interventi di ristrutturazione della macchina amministrativa statale che riprese subito e saldamente nelle proprie mani. Ad esempio diminuì la spesa annua per l'esercito riducendone la forza da 20.000 a 7000 uomini, ritenendo che tale numero fosse più appropriato per le esigenze del suo stato, ma dirottò purtroppo tali risparmi alle proprie casse personali anziché a quelle del paese. Oltre a ciò, perseguì una politica essenzialmente conservatrice, assolutista e per certi versi miope rispetto ai tempi che correvano, deludendo il ceto medio che si aspettava dalla sua persona un regime costituzionale e più liberale rispetto a quello dei suoi predecessori. Fu ad esempio per lungo tempo uno dei più zelanti fautori della "politica della terza Germania", concetto sorto nella regolazione dei rapporti sempre più tesi tra Austria e Prussia e perseguita da diversi medi e piccoli stati tedeschi; fu solo quando il principe Metternich gli disse chiaramente nell'autunno del 1823 che l'Impero austriaco non era pronto a sostenere l'acquisto di proprietà da parte sua in Moravia per la sua amante che Guglielmo decise di abbandonare tale politica.
Con la sua politica, si inimicò in maniera particolare la Prussia: si oppose con insistenza agli sforzi prussiani per creare un'unione doganale tedesca e dopo che il Granducato d'Assia-Darmstadt ebbe concluso con la Prussia un'unione doganale nel febbraio del 1828, decise nel settembre di quello stesso anno di aderire ad una contro-unione doganale composta dal regno di Sassonia, dal regno di Hannover, dal ducato di Nassau, dalla Libera Città di Francoforte e da altri 13 piccoli stati della Germania settentrionale, accordo che rimase in vigore sino al 1834 col preciso scopo di ostacolare il disegno commerciale della Prussia ed impedirle di espandere la propria influenza su altri stati alleati. Tale sforzo di Guglielmo II venne sostenuto da lontano anche dal Regno Unito e dall'Impero austriaco che erano entrambe intenzionate ovviamente a limitare il crescere di potere della Prussia.

### La rivoluzione del 1830, il cripto-esilio e gli ultimi anni

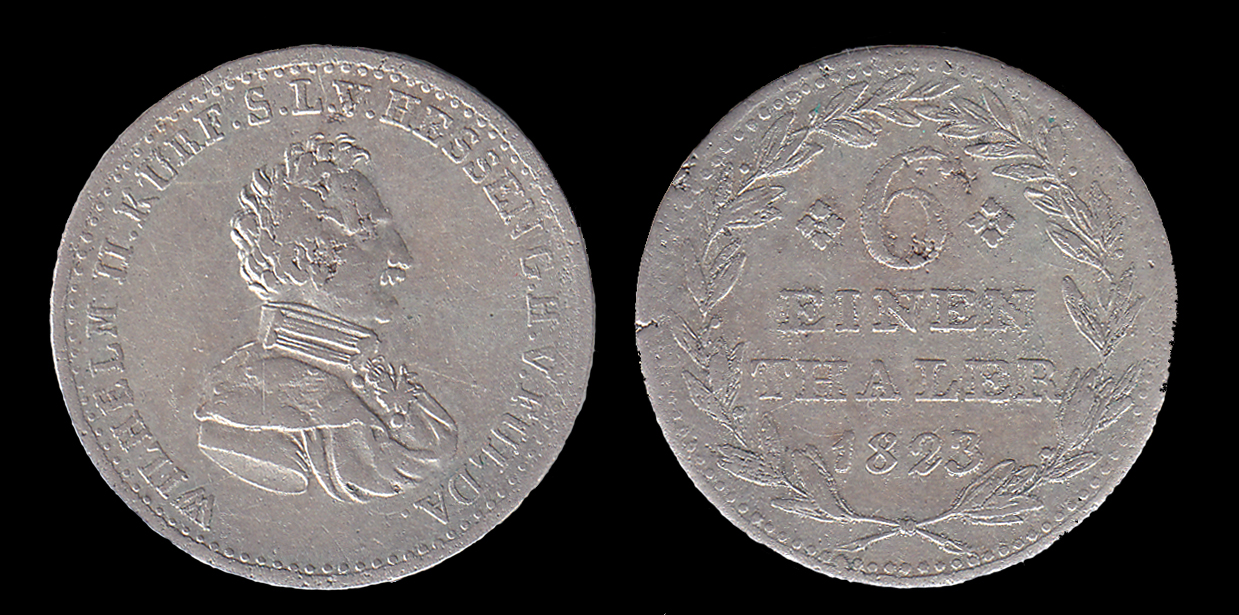
Guglielmo II in una moneta d'epoca

All'inizio del 1830, Guglielmo II si portò a Vienna a perorare la causa per l'ottenimento del titolo di principessa e quello di altezza serenissima per la moglie morganatica, presso l'imperatore. Non solo il sovrano si rifiutò di riceverlo per una tale richiesta, ma anche il cancelliere Metternich lo evitava. Tornato a Kalrsbad, deluso e amareggiato, senza aver ottenuto nulla, Guglielmo II cadde malato e questo fatto smosse una riconciliazione col figlio dopo diversi anni. I due si trasferirono a vivere insieme a Kassel dal 12 settembre di quell'anno.
Nel frattempo, la rivoluzione del 1830 scoppiò anche nell'Assia, con particolare veemenza a partire dal 15 settembre. Un gruppo di cittadini fece avere al principe una petizione nella quale si chiedeva la convocazione di un parlamento dato lo stato attuale del paese e visto che le preoccupazioni del sovrano erano più dirette agli affari personali che a quelli della sua corona. Guglielmo II si vide compromettere anche l'esistenza del proprio stato e come tale, il 5 gennaio 1831, decise di concedere una costituzione con un parlamento ad unica camera, nonché la possibilità di elezione di un primo ministro rappresentante il parlamento, anche se i ministri dovevano essere eletti esclusivamente dal monarca. Questa costituzione era considerata per l'epoca una delle più moderne, progressiste e liberali d'Europa per l'epoca dal momento che prevedeva anche la possibilità di impeachment per i ministri.

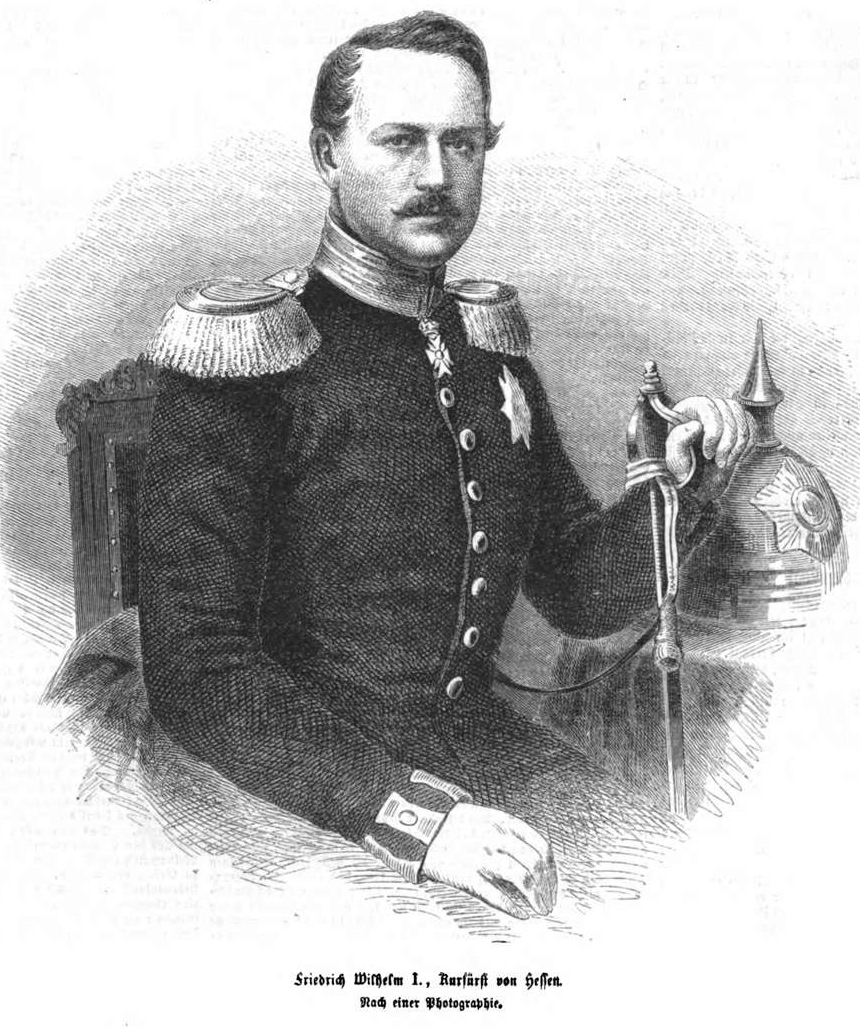
Dal 1831, Guglielmo II associò a sé al trono come coreggente il figlio Federico Guglielmo

Sempre nel gennaio del 1831, Guglielmo II permise alla propria fidanzata di tornare a Kassel, fatto che alimentò ulteriori disordini che scoppiarono l'11 gennaio, fatto che costrinse non solo l'amante a partire ma anche Guglielmo decise che l'avrebbe seguita, dapprima ad Hanau, poi a Wilhelmsbad. Poiché era tecnicamente difficile governare lo stato da questo suo esilio forzato presso la città di Hanau con i mezzi di comunicazione dell'epoca (i ministri erano rimasti a Kassel), l'elettore concesse il ruolo di coreggente al figlio Federico Guglielmo il 15 settembre 1831 per tutto il periodo della sua assenza dalla capitale, per la gestione degli affari di governo. Dal momento che non fece mai più ritorno a Kassel, questa venne vista come un'abdicazione.
Guglielmo II decise di trasferirsi a Francoforte sul Meno dove possedeva un palazzo cittadino. Dopo la morte dell'elettrice Augusta il 19 febbraio 1841, sposò finalmente la contessa a Bisenz, in Moravia, l'8 luglio 1841. Quando anche questa morì il 12 febbraio 1843, sposò Karoline von Berlepsch il 28 agosto 1843, che elevò al rango di baronessa e poi contessa di Bergen. Questo terzo e ultimo matrimonio rimase privo di figli.
Morì a Francoforte sul Meno il 20 novembre 1847. Dopo la sua morte, Guglielmo II fu sepolto nella cripta della Marienkirche ad Hanau. Poiché la tomba fu gravemente danneggiata da un attentato dinamitardo durante la seconda guerra mondiale, i resti del principe vennero trasferiti negli anni '90 in un nuovo sarcofago.

## Matrimonio e figli

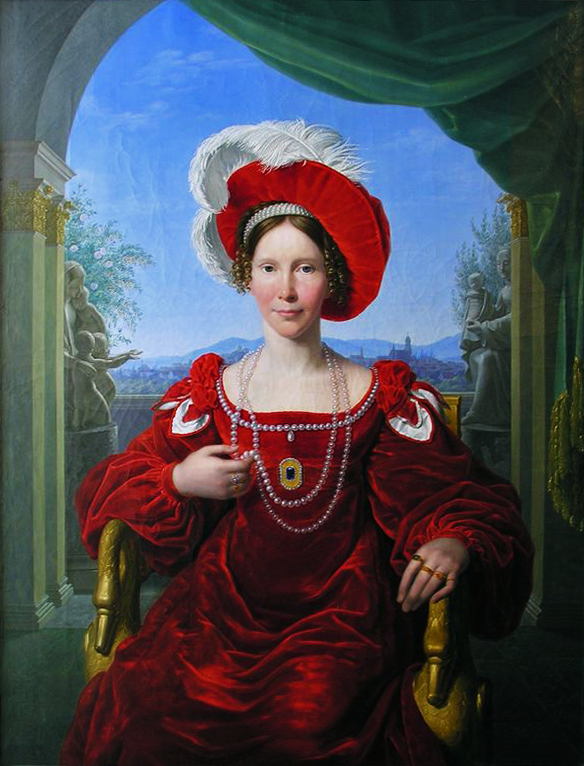
La principessa Augusta di Prussia, prima moglie di Guglielmo II

Il 13 febbraio 1797 a Berlino, Guglielmo sposò la principessa Augusta di Prussia, quarta figlia del re Federico Guglielmo II di Prussia. La coppia ebbe sei figli:
- Guglielmo (9 aprile 1798 - 25 ottobre 1800);
- Carolina (29 luglio 1799 - 28 novembre 1854);
- Luisa (3 aprile 1801 - 28 settembre 1803);
- Federico Guglielmo (20 agosto 1802 - 6 giugno 1875), Elettore d'Assia;
- Maria Federica (6 settembre 1804 - 4 gennaio 1888), sposò il duca Bernardo II di Sassonia-Meiningen;
- Ferdinando (9 ottobre 1806 - 21 novembre 1806).

Guglielmo ebbe inoltre dei figli dalla propria amante, Emilie Ortlöpp (1791-1843), creata (nel 1821) contessa di Reichenbach-Lessonitz. I figli nati da questa unione ebbero tutti il titolo di conte o Contessa di Reichenbach-Lessonitz:
- Luisa Guglielmina Emilia (26 febbraio 1813 - 3 ottobre 1883);
- Giulio Guglielmo Alberto (4 ottobre 1815 - 15 gennaio 1822);
- Gustavo Carlo (24 agosto 1818 - 26 settembre 1861);
- Amalia Guglielmina Emilia (21 dicembre 1816 - 28 dicembre 1858);
- Emilia (8 giugno 1820 - 30 gennaio 1891);
- Federica (16 dicembre 1821 - 23 febbraio 1898);
- Guglielmo (29 giugno 1824 - 19 gennaio 1866);
- Elena (8 agosto 1825 - 14 marzo 1898).

Alla morte della prima moglie, Augusta, il 19 febbraio 1841, Guglielmo si sposò morganaticamente con la propria amante e i loro figli vennero legittimati. Emilia morì a due anni dal matrimonio, nel 1843.
Nuovamente, alla morte della seconda moglie, Guglielmo si sposò morganaticamente con Karoline von Berlepsch (1820-1877), creata contessa di Bergen nel 1846. Questo matrimonio non ebbe eredi.

## Ascendenza
|                                   |                           |                                         | Genitori                                 |  |  | Nonni |  |  | Bisnonni                      |  |  | Trisnonni              |  |
|                                   |                           |                                         |                                          |  |  |       |  |  | Guglielmo VIII d'Assia-Kassel |  |  | Carlo I d'Assia-Kassel |  |
|                                   |                           |                                         |                                          |  |  |       |  |  | Guglielmo VIII d'Assia-Kassel |  |  | Carlo I d'Assia-Kassel |  |
|                                   |                           | Amalia di Curlandia                     |                                          |  |  |       |  |  | Guglielmo VIII d'Assia-Kassel |  |  |                        |  |
| Federico II d'Assia-Kassel        |                           |                                         |                                          |  |  |       |  |  | Guglielmo VIII d'Assia-Kassel |  |  |                        |  |
|                                   |                           | Dorotea Guglielmina di Sassonia-Zeitz   | Maurizio Guglielmo di Sassonia-Zeitz     |  |  |       |  |  |                               |  |  |                        |  |
|                                   |                           | Dorotea Guglielmina di Sassonia-Zeitz   | Maurizio Guglielmo di Sassonia-Zeitz     |  |  |       |  |  |                               |  |  |                        |  |
|                                   |                           | Dorotea Guglielmina di Sassonia-Zeitz   | Maria Amalia di Brandeburgo              |  |  |       |  |  |                               |  |  |                        |  |
| Guglielmo I d'Assia-Kassel        |                           | Dorotea Guglielmina di Sassonia-Zeitz   |                                          |  |  |       |  |  |                               |  |  |                        |  |
|                                   |                           | Giorgio II di Gran Bretagna             | Giorgio I di Gran Bretagna               |  |  |       |  |  |                               |  |  |                        |  |
|                                   |                           | Giorgio II di Gran Bretagna             | Giorgio I di Gran Bretagna               |  |  |       |  |  |                               |  |  |                        |  |
|                                   |                           | Giorgio II di Gran Bretagna             | Sofia Dorotea di Celle                   |  |  |       |  |  |                               |  |  |                        |  |
| Maria di Hannover                 |                           | Giorgio II di Gran Bretagna             |                                          |  |  |       |  |  |                               |  |  |                        |  |
|                                   |                           | Carolina di Brandeburgo-Ansbach         | Giovanni Federico di Brandeburgo-Ansbach |  |  |       |  |  |                               |  |  |                        |  |
|                                   |                           | Carolina di Brandeburgo-Ansbach         | Giovanni Federico di Brandeburgo-Ansbach |  |  |       |  |  |                               |  |  |                        |  |
|                                   |                           | Carolina di Brandeburgo-Ansbach         | Eleonora Erdmuthe di Sassonia-Eisenach   |  |  |       |  |  |                               |  |  |                        |  |
| Guglielmo II d'Assia-Kassel       |                           | Carolina di Brandeburgo-Ansbach         |                                          |  |  |       |  |  |                               |  |  |                        |  |
|                                   | Cristiano VI di Danimarca | Federico IV di Danimarca                |                                          |  |  |       |  |  |                               |  |  |                        |  |
|                                   | Cristiano VI di Danimarca | Federico IV di Danimarca                |                                          |  |  |       |  |  |                               |  |  |                        |  |
|                                   | Cristiano VI di Danimarca | Luisa di Meclemburgo-Güstrow            |                                          |  |  |       |  |  |                               |  |  |                        |  |
| Federico V di Danimarca           | Cristiano VI di Danimarca |                                         |                                          |  |  |       |  |  |                               |  |  |                        |  |
|                                   |                           | Sofia Maddalena di Brandeburgo-Kulmbach | Cristiano Enrico di Brandeburgo-Kulmbach |  |  |       |  |  |                               |  |  |                        |  |
|                                   |                           | Sofia Maddalena di Brandeburgo-Kulmbach | Cristiano Enrico di Brandeburgo-Kulmbach |  |  |       |  |  |                               |  |  |                        |  |
|                                   |                           | Sofia Maddalena di Brandeburgo-Kulmbach | Sofia Cristiana di Wolfstein             |  |  |       |  |  |                               |  |  |                        |  |
| Guglielmina Carolina di Danimarca |                           | Sofia Maddalena di Brandeburgo-Kulmbach |                                          |  |  |       |  |  |                               |  |  |                        |  |
|                                   |                           | Giorgio II di Gran Bretagna             | Giorgio I di Gran Bretagna               |  |  |       |  |  |                               |  |  |                        |  |
|                                   |                           | Giorgio II di Gran Bretagna             | Giorgio I di Gran Bretagna               |  |  |       |  |  |                               |  |  |                        |  |
|                                   |                           | Giorgio II di Gran Bretagna             | Sofia Dorotea di Celle                   |  |  |       |  |  |                               |  |  |                        |  |
| Luisa di Hannover                 |                           | Giorgio II di Gran Bretagna             |                                          |  |  |       |  |  |                               |  |  |                        |  |
|                                   |                           | Carolina di Brandeburgo-Ansbach         | Giovanni Federico di Brandeburgo-Ansbach |  |  |       |  |  |                               |  |  |                        |  |
|                                   |                           | Carolina di Brandeburgo-Ansbach         | Giovanni Federico di Brandeburgo-Ansbach |  |  |       |  |  |                               |  |  |                        |  |
|                                   |                           | Carolina di Brandeburgo-Ansbach         | Eleonora Erdmuthe di Sassonia-Eisenach   |  |  |       |  |  |                               |  |  |                        |  |
|                                   |                           | Carolina di Brandeburgo-Ansbach         |                                          |  |  |       |  |  |                               |  |  |                        |  |